# Jim Bryant
Jim oder Jimmy Bryant (* 2. Juni 1929 als James Howard Bryant in Birmingham, Alabama; † 22. Juni 2022 in Los Angeles) war ein US-amerikanischer Sänger und Komponist.
Bryant studierte Komposition am New England Conservatory of Music in Boston. 1953 kam er nach New York City, wo er als Backgroundsänger aktiv wurde. Für den weltweit erfolgreichen Film  West Side Story steuerte er die Gesangsstimme für den Hauptdarsteller Richard Beymer bei. Für die Musicalfilme Bye Bye Birdie (1963) und Modern Millie (1967) sang er jeweils einen Song als Gesangsdouble ein. Wie damals üblich, blieb seine Tätigkeit als Geistersänger für die Schauspieler der Filme im Abspannt ungenannt und somit einem breiteren Publikum unbekannt. Bryant nannte in diesem Zusammenhang Richard Beymer einen „netten Kerl“, da er in Interviews immer wieder darauf verwiesen habe, dass Bryant die Lieder in West Side Story gesungen habe.
Als Komponist schuf er Musikstücke für die Freizeitparks Disney World und Tokyo Disneyland sowie die Musik zahlreicher Werbespots. Er arbeitete auch als Orchestrator für verschiedene Film- und Fernsehproduktionen.
Er starb am 22. Juni 2022 im Alter von 93 Jahren in Los Angeles.